# Craig Callahan
Craig Callahan (* 26. Mai 1981 in Maquoketa, US-Bundesstaat Iowa) ist ein US-amerikanischer Basketballspieler, der nach seinem Studium für verschiedene Vereine in Europa Basketball gespielt hat, darunter auch zwei Spielzeiten in der deutschen Basketball-Bundesliga bei den Eisbären aus Bremerhaven. Nach drei Jahren in der zweiten italienischen Liga spielt Callahan seit der Saison 2014/15 für den Erstligisten und Traditionsverein aus Varese.

## College
Callahan studierte an der UNC in Wilmington und spielte dort erfolgreich für das Hochschulteam der Seahawks in der NCAA Division I. In seinem ersten Jahr qualifizierten sich die Seahawks zum ersten Mal für die Endrunde der NCAA-Meisterschaften. Dies sollte den Seahawks bis auf 2001 auch in den folgenden Spielzeiten Callahans jeweils gelingen. Im letzten Jahr als Senior spielte er zusammen mit den Freshmen John Goldsberry und Beckham Wyrick, die später auch in die deutsche BBL wechseln sollten. Nach seinem Studium spielte Callahan kurz mit Brett Blizzard, der später in der italienischen Serie A spielte, für die Wilmington Wave Rockers in der Carolina Basketball League.

## Europa
Noch 2003 wechselte Callahan schließlich nach Tschechien. Nach einer Saison in Nový Jičín, wo er mit dem dortigen Verein Vizemeister werden konnte, wechselte er nach Prostějov und erreichte in der ersten Saison das Finale im tschechischen Pokalwettbewerb. 2006 wechselte er dann nach Spanien und stieg 2007 mit dem Verein aus Manresa in Katalonien aus der zweiten Liga LEB Oro in die erste Liga ACB auf. Zum Ende der Erstligasaison 2008 war sein Mannschaftskamerad in Manresa der ebenfalls aus der BBL bekannte Toby Bailey, der von den insolventen Köln 99ers nach Spanien gewechselt war. Offenbar nicht abgeschreckt von Baileys Erfahrungen wechselte Callahan zur Saison 2008/09 schließlich selbst nach Deutschland und spielte seine erste Saison in Bremerhaven. Diese Spielzeit wurde zu einer großen Enttäuschung, denn der vormalige Play-off-Teilnehmer fand sich von Anfang der Saison im Tabellenkeller wieder und wurde am Ende abgeschlagen Tabellenletzter. Der Klassenerhalt konnte schließlich nur durch den Erwerb einer freigewordenen Lizenz errungen werden. Callahan spielte jedoch in der folgenden Spielzeit in Belgien und kehrte erst eine Spielzeit später nach Bremerhaven zurück. Diesmal erreichten die Eisbären in der Saison 2010/11 die Play-offs, wo man in der ersten Runde gegen den Titelverteidiger und späteren deutschen Meister Brose Baskets aus Bamberg ausschied. Zur folgenden Saison wechselte Callahan nach Brindisi in die zweite italienische Liga. Mit diesem Verein gewann er den Ligapokal der LegADue und erreichte durch den Sieg in den Play-offs einen Aufstiegsplatz in die erste Liga. Für die folgende Saison verblieb er jedoch in der zweiten Liga und wechselte zum sizilianischen Verein aus Barcellona. In der folgenden Saison spielte er für den Nachfolgeverein von Scaligera Basket in Verona in der nun DNA Gold genannten zweithöchsten italienischen Spielklasse. Zur Saison 2014/15 bekam Callahan schließlich einen Vertrag beim Erstligisten und Traditionsverein aus Varese in der Lega Basket Serie A.